# Lissodendoryx schmidti
Lissodendoryx schmidti är en svampdjursart som först beskrevs av Ridley 1884.  Lissodendoryx schmidti ingår i släktet Lissodendoryx och familjen Coelosphaeridae. Inga underarter finns listade i Catalogue of Life.